# Baghdad Bounedjah
Baghdad Bounedjah (Orán, Argelia, 24 de noviembre de 1991) es un futbolista argelino. Juega de delantero y su equipo es el Al-Shamal S. C. de la Liga de fútbol de Catar.

## Trayectoria

### Inicios
Bounedjah comenzó su carrera en el club de su ciudad natal, el RCG Oran. Empezó jugando en las categorías juveniles hasta que llegó al primer equipo en 2009, donde jugó dos temporadas. En 2011, se incorporó a USM El Harrach.
En 2011, Bounedjah firmó un contrato de dos años con el USM El Harrach. El 10 de septiembre de 2011, hizo su debut profesional con el club, como titular en el partido de la Championnat National de Première Division 2011-12 contra el MC Oran, marcando un gol en el minuto 78.

### Étoile du Sahel
En junio de 2013, Bounedjah se incorporó al club de Susa, el Étoile Sportive du Sahel, con el que firmó un contrato de tres años. Este traspaso se hizo oficial un mes después. El 26 de septiembre de 2013, debutó en la Championnat de Ligue Profesionelle 1 ante el US Monastir, donde también marcó su primer gol con el club. Rápidamente se convirtió en una parte esencial del ES Sahel, y terminó como máximo goleador de la Championnat de Ligue Profesionelle 1 2014, anotando 14 goles en 23 partidos. Esto le valió la extensión de su contrato inicial de tres años, a un año más, hasta junio de 2017. El 11 de agosto de 2013, Bounedjah, ganó su primer título con Étoile du Sahel. El delantero argelino ganó la Copa de Túnez 2013-14 a expensas del CS Sfaxien.
En la segunda temporada, Bounedjah siguió brillando y el 25 de septiembre de 2014, anotó su primer hat-trick contra el EGS Gafsa en la victoria por 3-0, para terminar lon 11 goles y como el segundo máximo goleador del torneo, sin embargo el Étoile du Sahel no logró ganar el título; se quedó a dos puntos del Club Africain. Pero de nuevo ganó la Copa de Túnez por segunda vez consecutiva, esta vez contra el Stade Gabésien y Bounedjah anotaría un hat-trick. Siguió brillando en su club, y la Copa Confederación de la CAF 2015 no fue la excepción, contribuyó con el Étoile du Sahel 6 goles los cuales ayudaron a llegar a la final ante el Orlando Pirates, además fue el máximo goleador del torneo junto a Thamsanqa Gabuza.

### Al Sadd
El 29 de abril de 2015, el delantero argelino Bagdad Bounedjah es transferido al Al-Sadd de Qatar, pero permanece en el Étoile du Sahel por un período de préstamo de seis meses. De hecho, el club qatarí, habiendo alcanzado ya su cuota de jugadores extranjeros, decidió dejar al jugador cedido en los entrenamientos sahelianos durante la primera parte de la temporada antes de volver a su plantilla. Durante su préstamo, Bounedjah tuvo lesión en el tobillo que lo mantuvo fuera de las canchas durante casi tres meses. El 7 de marzo de 2016, debutó con el equipo en la Stars League de Catar contra el Al-Gharafa, Bounedjah anotó el gol de la victoria contra Al-Kharitiyath SC, el cual también fue su primer gol con el club. Al ser una difícil temporada para el, solo jugo en 6 partidos y anoto 3 goles.

## Clubes
| Club            | País    | Año           |
| --------------- | ------- | ------------- |
| RCG Oran        | Argelia | 2009-2011     |
| USM El Harrach  | Argelia | 2011-2013     |
| ES Sahel        | Túnez   | 2013-2015     |
| Al-Sadd S. C.   | Catar   | 2015-2024     |
| Al-Shamal S. C. | Catar   | 2024-presente |

## Palmarés

### Títulos nacionales
| Título                | Club          | País  | Año     |
| --------------------- | ------------- | ----- | ------- |
| Copa de Túnez         | ES Sahel      | Túnez | 2013-14 |
| Copa de Túnez         | ES Sahel      | Túnez | 2014-15 |
| Ligue Profesionelle 1 | ES Sahel      | Túnez | 2015-16 |
| Stars League de Catar | Al-Sadd S. C. | Catar | 2018-19 |

### Títulos internacionales
| Título                  | Club (*)             | Sede   | Año  |
| ----------------------- | -------------------- | ------ | ---- |
| Copa África de Naciones | Selección de Argelia | Egipto | 2019 |
| Copa Árabe de la FIFA   | Selección de Argelia | Catar  | 2021 |

(*) Incluyendo la selección.

### Distinciones individuales
| Distinción                                               | Año     |
| -------------------------------------------------------- | ------- |
| Máximo goleador del Championnat de Ligue Profesionelle 1 | 2013-14 |
| Máximo goleador de la Liga de fútbol de Catar            | 2018-19 |